# مسافر (مجموعه تلویزیونی)
مسافر نام یکی از مجموعه‌های تلویزیونی ساخت ایران است که طی سال ۱۳۷۹ در شبکهٔ پنج و از آن پس در شبکه‌های مختلف از جمله شبکه‌جام جم و کانال‌های ماهواره‌ای به نمایش درآمده‌ است. نام این مجموعه در زمان تولید دست تطاول بود که در هنگام پخش از تلویزیون به مسافر تغییر نام یافت.

## خلاصهٔ داستان
همه چیز از پشیمانی پیرمردی در بستر مرگ آغاز می‌شود! بیست و پنج سال پیش مراسم عروسی دختر این پیرمرد بر اثر لجاجت او بهم می‌خورد. داماد دو سال بعد به زندان می‌افتد و عروس در هنگام وضع حمل دخترش، افسانه، فوت می‌کند. بعد از پیروزی انقلاب پدر افسانه از زندان آزاد می‌شود و قیمومت دخترش را بدست می‌آورد و برای همیشه او را از زندگی پدربزرگ خارج می‌کند.
اکنون پس از گذشت سال‌ها پدربزرگ از کردهٔ خود پشیمان است و می‌خواهد جبران مافات کند به همین دلیل از نوهٔ خود رضا، که در فرانسه زندگی کند می‌خواهد که به کشور برگردد و افسانه را پیدا کند و ثروتی را که سهم مادر اوست به او بدهد.
رضا در جستجوی خود با دوست دوران کودکی افسانه، منیژه آشنا می‌شود. منیژه به همراه پدرش، مادرش، برادرش و زن برادرش زندگی می‌کند که افرادی معتاد و خلاف‌کار هستند. بعد از این که متوجه می‌شوند پای ارث و میراث زیادی در بین است قصد کلاه‌برداری از آن‌ها را دارند به همین دلیل پیش دایی منیژه، مجید می‌روند تا او نقشهٔ برای این کار بکشد.
مجید هم معتاد و خلاف‌کار است و نقشه‌های زیادی برای به دام انداختن افسانه می‌کشد. افسانه پزشک شده‌است و در یک بیمارستان کار می‌کند رئیس بیمارستان دکتر صارمی قصد ازدواج با افسانه را دارد دوست افسانه از این موضوع با اطلاع است. دکتر صارمی سعی می‌کند نقشه‌های مجید را افشا کند اما مجید به همراه بستگان و دوست‌اش کامران نقشهٔ خود را پیش می‌برد تا این که…

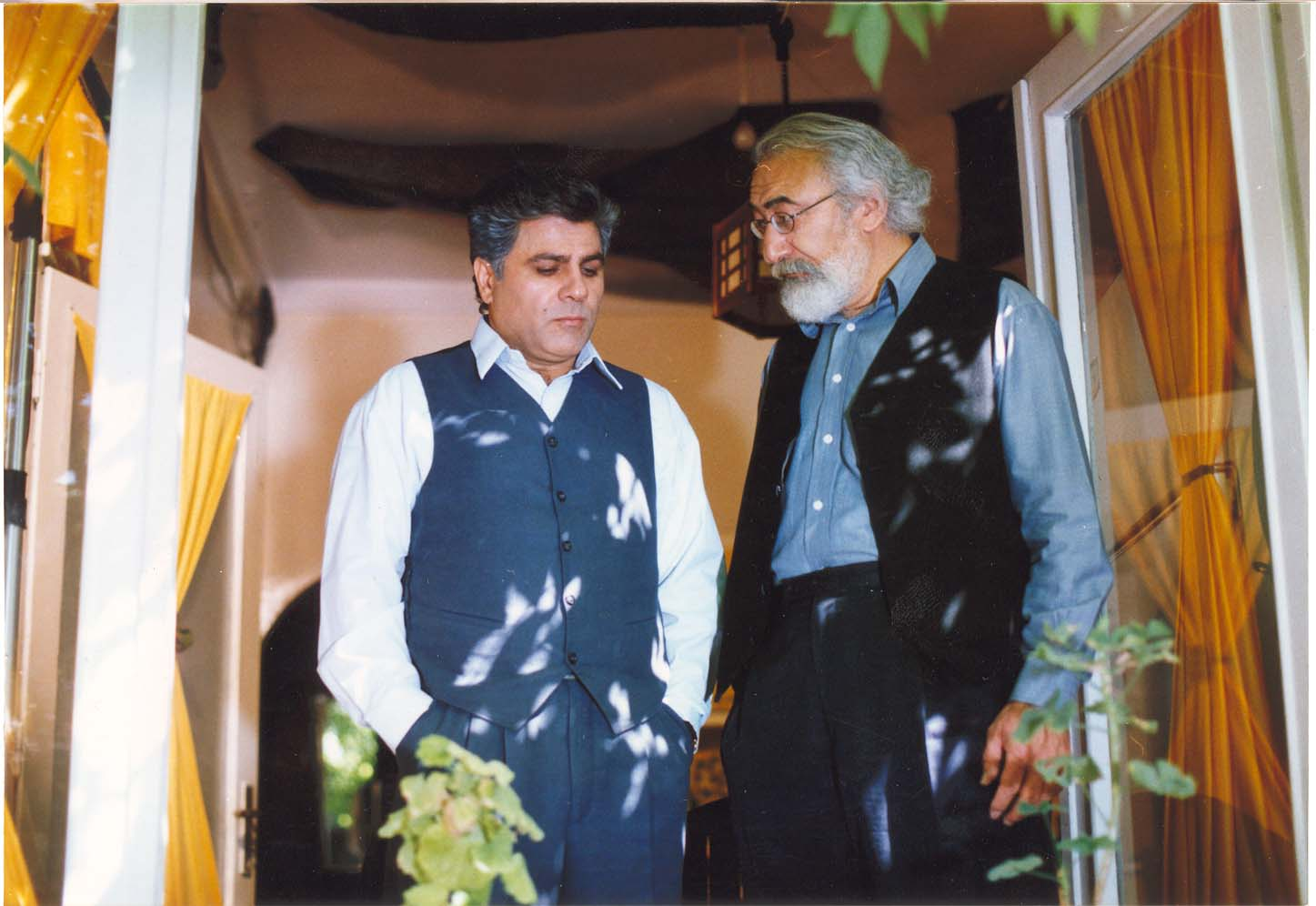
جمال اجلالی و حمیدرضا افشار در مجموعه‌ی تلویزیونی مسافر

## بازیگران و شخصیت‌ها
| نام بازیگر      | نقش            | توضیح |
| --------------- | -------------- | ----- |
| ابوالفضل پورعرب | مجید           |       |
| دانیال حکیمی    | رضا            |       |
| پانته‌آ بهرام    | منیژه خاکباز   |       |
| آناهیتا نعمتی   | افسانه         |       |
| جمال اجلالی     | ابراهیم یعقوبی |       |
| کیومرث ملک‌مطیعی | آقای خاکباز    |       |
| صدیقه کیانفر    | خانم خاکباز    |       |
| حمیدرضا افشار   | دکتر صارمی     |       |
| حمید مهین‌دوست   | حمید خاکباز    |       |
| ساناز سماواتی   | زهره           |       |
| شیوا ابراهیمی   | محبوبه اسدی    |       |
| آتش تقی‌پور      | ایپک‌چی         |       |
| فرداد صفاخو     | کامران         |       |
| علا محسنی       | بازرس          |       |
| مهدی حیدری      | بهرام خله      |       |

## عوامل تولید
- تهیه‌کننده: مصطفی عزیزی
- کارگردان: سیروس مقدم
- نویسنده: مصطفی عزیزی
- مدیر تصویربرداری: جواد صفا
- آهنگ‌ساز: کارن همایونفر
- دستیار اول کارگردان: میترا منصوری
- صدابردار: فرشاد احمدی
- تدوین: مهدی اسدی
- طراحی صحنه و لباس: فروزان جلیلی‌فر
- چهره‌پردازی: حمید مهین‌دوست، فاطمه حاتم‌آبادی
- مدیر تولید: احمد کاشانچی

## شناسنامه
- مدت: ۲۳ قسمت ۴۵ دقیقه‌ای
- سیستم ضبط: بتاکم
- تعداد بینندگان: ۷۳ درصد.[۲] میزان مطلوبیت:۸۸ درصد در حد زیاد و خیلی زیاد.[۳]
- شبکهٔ تلویزیونی سفارش‌دهنده: شبکهٔ پنجم (تهران) صدا و سیما
- اسپانسر (حامی): ستاد مبارزه با مواد مخدر
- پخش شده: شبکه پنج سیما، شبکه جام‌جم، شبکه‌های استانی کشور. شبکه‌های ماهواره‌ای فارسی

## در مطبوعات
در هنگام تولید و پخش این مجموعه، گزارش، مصاحبه با دست‌اندرکاران و نقد و بررسی‌های گوناگونی در نشریات مختلف منتشر شد که به چند نمونه از آن‌ها اشاره می‌شود:
- «پورعرب در سریالی دیگر بازی می‌کند»، ابرار، ش. ۳۳۳۱، ص. ۵، ۲۹ اردیبهشت ۱۳۷۹
- رضایی‌نژاد، حمیرا (۳ شهریور ۱۳۷۹)، «اعتیاد بیماری است نه جرم (گزارش پشت صحنه از مجموعه تلویزیونی "دست تطاول" به کارگردانی "سیروس مقدم")»، ابرار، ش. ۳۴۱۴، ص. ۵
- «رنگ"دست تطاول" خاکستری و نارنجی است (گفتگو با سیروس مقدم، کارگردان)»، جام‌جم، ج. سال اول ش. ۱۲۱، ص. ۳، ۳۱ شهریور ۱۳۷۹
- دانش‌آشتیانی، نغمه (۶ مهر ۱۳۷۹)، «بیمارستان ۱۰۰۰تخت‌خوابی در انحصار آفرینندگان "دست تطاول" (گزارشی از پشت صحنه یک سریال)»، جام‌جم، ج. سال اول ش. ۱۲۶، ص. ۱۰
- بدری، راحله (۱۷ مهر ۱۳۷۹)، «به دنبال یک گمشده (گزارش اختصاصی آفرینش از پشت صحنه سریال تلویزیونی مسافر)»، آفرینش، ج. سال سوم ش. ۸۹۸، ص. ۱۴
- نصرت‌خواه، یوسف (۲۰ آذر ۱۳۷۹)، «گفتگو با مصطفی عزیزی نویسنده و تهیه‌کنندهٔ مجموعه "مسافر"»، سینما ویدئو، ج. سال هفتم ش. ۲۷۱، ص. ۴
- اصغری، شبنم (۸ آبان ۱۳۷۹)، «همچون برگ‌های پائیزی (گفتگو با کارگردان، تهیه‌کننده و نویسنده فیلم‌نامه مجموعه تلویزیونی مسافر»، سروش، ج. سال بیست و دوم ش. ۱۰۱۱، ص. ۱۲
- «مجموعه "مسافر" نه مبتذل است، نه سطح بالا، در نقطه تعادل قرار دارد»، انتخاب، ش. ۴۶۱، ۱۸ آبان ۱۳۷۹
- «گفتگو دستمزد ۲۷ میلیون تومانی پورعرب تکذیب شد»، هدهد، ج. جدید ش. ۱۳۶، ص. ۴، ۲۴ آذر ۱۳۷۹
- نجفی‌تبریزی، محمدعلی (۱۳۸۰-۰۲-۰۵)، «چرا مخاطب را ساده می‌انگاریم؟»، کیهان، ش. ۱۷۰۷۱، ص. ۹
- «مصطفی عزیزی: و یک مسافر دیگر»، سینما، ج. سال دهم ش. ۵۰۷، ص. ۴، ۲۸ آذر ۱۳۸۰
- نعمتی‌انارکی، داوود (۶ شهریور ۱۳۸۰)، «تلاش "مسافر"برای‌نجات‌معتادان (نظرسنجی مرکز تحقیقات، مطالعات و سنجش برنامه‌های صداوسیما دربارهٔ یک سریال)»، جام‌جم، ج. سال دوم ش. ۳۸۰، ص. ۱۰
- پاکی، قاسم (اسفند ۱۳۸۳)، «زاویه»، رازینوس، ج. سال اول ش. ۳، ص. ۳۰